# Carpe diem (álbum de Belinda)
Carpe Diem es el tercer álbum de estudio de la cantautora mexicana Belinda. Fue lanzado el 23 de marzo de 2010 por EMI y Capitol Latin.

## Información
El nombre del álbum proviene del término carpe diem, una locución latina que literalmente significa "Vive el día" o "Disfruta el día", acuñada por el poeta romano Horacio, que fue adoptada por Belinda de la película Dead Poets Society. Carpe diem, a diferencia de su disco anterior, contiene canciones más alegres, positivas, más bailables, con fusión de ritmos electrónicos.
El álbum contiene 12 canciones escritas por ella, con un estilo musical distinto a sus anteriores álbumes, incluyendo temas sonados en la trama de la telenovela Camaleones, como el tema principal «Sal de mi piel», y otros temas que no tienen nada que ver con dicha telenovela, como el tema «Cuida de mí», escrito en memoria de su abuelo Pierre Schüll, que falleció en el 2008, y el tema «Maldita suerte», escrito para sus admiradores de Brasil.
En el 2022, en una entrevista con Los 40 Belinda comentó lo siguiente:

"Siento Carpe Diem como un álbum más colorido. Pasé de ese mundo oscuro al 'carpe diem'. Tocaba vivir, ser feliz y salir de esa oscuridad. Era un momento de introspección para salir, reconocerme y disfrutar de la vida. Eso es Carpe Diem. La alegría y toque de colores que necesitaba."
Belinda

### Producción
Este nuevo disco fue producido entre el 2009 y principios del 2010 en estudios de Los Ángeles, Madrid, Londres, Miami, Suecia y la Ciudad de México, bajo reconocidos productores.

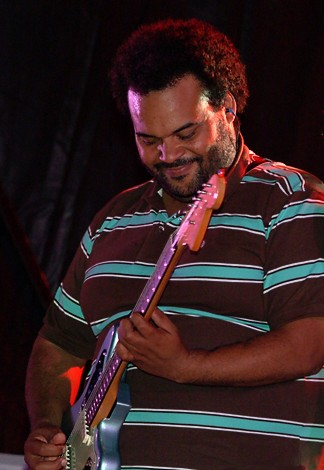
Carlos Jean, también productor del disco.

Entre los productores se encuentran el mexicano Áureo Baqueiro, quien produjo el tema «Sal de mi piel» en Los Ángeles, también contó con la participación de Jimmy Harry, quien produjo el tema «Egoísta», y que anteriormente ya había trabajado en su disco Utopía. El álbum también cuenta con la producción del artista francés Arno Elias, que produjo el tema «Amor transgénico», así como la participación del español Carlos Jean. Además, la propia cantante Belinda, se acreditó compositora, coordinadora de imagen y, junto con su padre, productora ejecutiva del álbum.

### Arte gráfico
La portada del álbum Carpe Diem fue criticada por el parecido al concepto de la campaña de Hello Kitty Meets Mac, en el que ambas muestran semejanzas, incluyendo el estilo de cabello y vestidos similares, basados en el estilo de vestir de la tendencia llamada lolita.

### Lanzamiento anticipado
El 12 de marzo el disco fue extraoficialmente publicado sin autorización en iTunes Canadá a 11 días antes del lanzamiento oficial, siendo removido momentos más tarde, pero ocasionando que los temas se publicaran en diversas páginas de Internet.

## The Carpe DIEM Tour
A pesar de luchar contra su disquera la cantante Belinda no los pudo convencer de realizar una gira de conciertos, sin embargo a pesar de lo que la disquera y su padre le decían, los fanes exigían una gira de conciertos, la gira contó solamente con 10 fechas y solamente fueron los conciertos en España.[cita requerida]

### Fin del disco
A principios de abril de 2011, a un año de lanzamiento, Belinda mencionó en su cuenta en Twitter que se enfocaría a su nuevo disco y a empezar a escribir las nuevas canciones, sin haber planes de gira y más promoción para el álbum.

## Lista de canciones
El 23 de marzo de 2010, iTunes puso a la venta el disco, el cual se posicionó en el número uno de los discos más descargados legalmente, a menos de 24 horas de estar disponible. La siguiente lista detalla los temas del álbum:

| N.º   | Título                  | Escritor(es)                                                                                | Productor(es)                    | Duración |  |
| 1.    | «Amor transgénico»      | Arno Elias, Belinda, Nacho Peregrín                                                         | Arno Elias                       | 3:22     |  |
| 2.    | «Egoísta» (con Pitbull) | Jimmy Harry, Belinda, Nacho Peregrín, Armando Pérez                                         | Jimmy Harry                      | 3:24     |  |
| 3.    | «Dopamina»              | Belinda, Nacho Peregrín, Jörgen Ringqvist, Daniel Barkman                                   | Jörgen Ringqvist, Daniel Barkman | 3:15     |  |
| 4.    | «Culpable»              | Andrea Wasse, Lincoln Cushman, Ryan Ford, Jay Westman, Belinda, Nacho Peregrín              | Carlos Jean                      | 3:55     |  |
| 5.    | «Lolita»                | Jimmy Harry, Belinda, Nacho Peregrín, Alaina Beaton                                         | Jimmy Harry                      | 3:26     |  |
| 6.    | «Cuida de mí»           | Carlos Jean, Belinda, Nacho Peregrín                                                        | Carlos Jean                      | 4:59     |  |
| 7.    | «Mi religión»           | Belinda, Nacho Peregrín, Lars «Quang» Nielsen, Niklas Nielsen, Gabrial Ssezibwa, Rene Prang | Carlos Jean                      | 3:53     |  |
| 8.    | «Wacko»                 | Belinda, Nacho Peregrín, Jörgen Ringqvist, Daniel Barkman                                   | Jörgen Ringqvist, Daniel Barkman | 3:40     |  |
| 9.    | «Maldita suerte»        | Jimmy Harry, Belinda, Nacho Peregrín, Jörgen Ringqvist                                      | Jimmy Harry                      | 3:12     |  |
| 10.   | «Sal de mi piel»        | Belinda                                                                                     | Áureo Baqueiro                   | 3:29     |  |
| 11.   | «Gaia»                  | Jimmy Harry, Belinda, Nacho Peregrín                                                        | Jimmy Harry                      | 3:39     |  |
| 40:14 |                         |                                                                                             |                                  |          |  |

| Edición iTunes |         |                                                      |                          |          |  |
| N.º            | Título  | Escritor(es)                                         | Productor(es)            | Duración |  |
| 12.            | «Duele» | Belinda, Nacho Peregrín, Cathy Dennis, Chris Braide, | Carlos Jean, Raúl Quílez | 3:58     |  |
| 44:12          |         |                                                      |                          |          |  |

| Edición Europea |                                           |                                                                       |               |          |  |
| N.º             | Título                                    | Escritor(es)                                                          | Productor(es) | Duración |  |
| 12.             | «Egoísta (English Version)» (con Pitbull) | Jimmy Harry, Belinda, Nacho Peregrín, Armando Pérez, Jessie Malakouti | Jimmy Harry   | 3:24     |  |
| 43:38           |                                           |                                                                       |               |          |  |

Notas
- Las canciones «Sal de mi piel»,[47][48] «Wacko»[48] y «Lolita»[49] aparecieron en la telenovela Camaleones.[cita requerida]
- Las canciones «Mi religión», «Maldita suerte» y «Gaia» también aparecieron en la telenovela, bajo los nombres de «Religión»,[48] «Bossa»[48] y «Planeta»,[50] respectivamente.
- En los créditos de Camaleones se mencionaba las canción llamada «Rosas», que pudiera no aparecer en el disco o bien cambiado de nombre.[cita requerida]

## Promoción

### Canciones promocionales
Antes del lanzamiento del álbum, tres canciones promocionales fueron lanzadas por iTunes Store de Apple como un Countdown to Carpe Diem (cuenta regresiva para Carpe Diem).
- «Lolita» (2010). Fue la primera canción promocional, lanzada el 2 de marzo.[52]
- «Culpable» (2010). Fue la segunda canción promocional, lanzada el 9 de marzo.[53][54] Es una adaptación de la canción «Into The Morning» de la banda The Weekend.
- «Dopamina» (2010). Fue la tercera canción promocional, lanzada el 16 de marzo,[55][56] una semana antes del lanzamiento del disco.

### Sencillos
- «Egoísta» (2010). Es el primer sencillo oficial para promocionar el álbum, lanzado mundialmente el 8 de febrero en las radiofusoras,[1] y digitalmente el 23 de febrero de 2010.[57]
- «Dopamina» (2010). Segundo sencillo del álbum, lanzado oficialmente el 10 de agosto de 2010.[10][58][59]

Otras canciones
- «Sal de mi piel» (2009). Se lanzó el 18 de agosto de 2009 en las radios de México, Estados Unidos y Argentina, usado como el tema principal de la telenovela Camaleones, fue lanzado para promocionarla, por lo que no fue sencillo oficial y no tuvo video.[47]

## Posicionamiento en listas y certificaciones
El álbum debutó en el Billboard Top Latin Albums en el número 12, número 3 en el Latin Pop Albums y número 21 en el Top Heatseekers Albums. En México, ingresó en el número 7, y número 5 en la categoría en español. El 25 de marzo, a dos días de su lanzamiento, Belinda recibió disco de oro mientras ofrecía una firma de autógrafos en la Ciudad de México, por más de 30 mil copias vendidas.
| Lista (2010)                               | Posición |
| ------------------------------------------ | -------- |
| México Álbumes Top 100                     | 7        |
| México Álbumes Top 20 por género (Español) | 5        |
| U.S. Billboard Top Latin Albums            | 12       |
| U.S. Billboard Latin Pop Albums            | 3        |
| U.S. Billboard Top Heatseekers             | 21       |
| U.S. Billboard Top Heatseekers (Pacific)   | 9        |
| Argentina Top 20                           | 5        |
| Lista Anual (2010)                         | Posición |
| México Álbumes Top 100 2010                | 35       |

| País      | Certificación | Ventas |
| --------- | ------------- | ------ |
| México    | Oro           | 30,000 |
| Venezuela | Oro           | 5,000  |

## Premios
- 2010: Premios People en Español - Álbum del año[69]

## Historial de lanzamiento
| Región          | Fecha                  | Discográfica        |
| --------------- | ---------------------- | ------------------- |
| México          | 23 de marzo de 2010    | EMI                 |
| Estados Unidos. | 23 de marzo de 2010    | Capitol Latin       |
| Reino Unido     | 23 de marzo de 2010    | EMI Latin           |
| Brasil          | 5 de abril de 2010     | EMI Music           |
| Alemania        | 30 de abril de 2010    | EMI/Capitol Records |
| Austria         | 30 de abril de 2010    | EMI/Capitol Records |
| España          | 9 de noviembre de 2010 | EMI Music Spain     |